# Psychologische Anthropologie
Die Psychologische Anthropologie ist ein Teil der empirischen Anthropologie, das heißt die auf Erfahrung basierende Lehre vom Menschen.

## Begriffsgeschichte
Die Wortverbindung „psychische Anthropologie“ erscheint zu Anfang des 19. Jahrhunderts als Titel der Lehrbücher von Gottlob Ernst Schulze (Psychische Anthropologie, 1816) und Jakob Friedrich Fries (Handbuch der psychischen Anthropologie oder der Lehre von der Natur des menschlichen Geistes, 1820/21, 2. Aufl. 1837/38) und bedeutet hier so viel wie empirische Menschenkunde.

## Die doppelte Aufgabe der Psychologischen Anthropologie
Innerhalb einer umfassenden, interdisziplinären Anthropologie hat die Psychologie zwei einander ergänzende Aufgaben: Die allgemeine Psychologie des Menschen und die Psychologie der Menschenbilder.

### Allgemeine Psychologie des Menschen
Nach Ansicht der Psychologischen Anthropologie bliebe eine nur philosophische, geisteswissenschaftliche oder theologische Anthropologie in zentralen Bereichen inhaltsarm, wenn nicht die Psychologie, die Sozialwissenschaft und Biologie des Menschen einbezogen würden. Alle Teilgebiete der Psychologie werden hier als relevant angesehen: die Allgemeine Psychologie, die Entwicklungspsychologie und Sozialpsychologie, die Angewandte Psychologie, doch eine herausragende Rolle hat die Differentielle Psychologie und Persönlichkeitsforschung. Hier existiert eine übergroße Vielfalt heterogener, mehr oder minder ausgeformter Persönlichkeitstheorien. Eine übergreifende Sicht, eine Metatheorie der unterschiedlichen Persönlichkeitstheorien zu entwickeln, gelingt der Psychologischen Anthropologie nicht.

### Psychologie der Menschenbilder
Die Psychologie der Menschenbilder hat mehrere Perspektiven. Sie fragt zum einen, welche grundlegenden Annahmen über den Menschen bei den Einzelnen bzw. in der Bevölkerung vorzufinden und zum anderen, welche wissenschaftlichen Theorien aus den Lehrbüchern der Psychologie zu entnehmen sind. Eine weitere Perspektive geben die speziellen Inhalte der Lehrbücher, denn die Autoren würden unvermeidlich eigene Überzeugungen erkennen lassen, wenn sie bestimmte Theorien auswählen und darstellen. Schließlich können die Biographien, insbesondere die Autobiographien von Psychologen, Psychotherapeuten oder Philosophen inhaltlich ausgewertet werden, ob sie Hinweise auf das Menschenbild geben. Grundsätzlich erstreckt sich diese Perspektive auch auf die Versuche von biographischen und (Ideologie-)kritischen Interpretationen der Menschenbilder einzelner Philosophen und philosophischer Richtungen. – Neben Arthur Schopenhauers und Friedrich Nietzsches Psychologisieren kann auch das selbstkritische Motto von Johann Gottlieb Fichte aus seiner Wissenschaftslehre zitiert werden: „Was für eine Philosophie man wähle, hängt sonach davon ab, was für ein Mensch man ist“ (1797, S. 195).
In der Frage nach dem Menschenbild der Psychologen und Philosophen ging es meist um die Frage, ob der Autor mehr oder weniger auf dem Boden des Christentums oder der jüdischen Religion stand. Die Psychologische Anthropologie geht davon aus, dass es für Psychotherapeuten wie etwa Viktor Frankl, Carl Gustav Jung und Carl Rogers aus ihrer Sicht wahrscheinlich unerheblich für sie war, genauere Auskunft über ihr religiöses Bekenntnis zu geben, da sie ihr Menschenbild nicht direkt als theologisch fundiert begriffen. Die Psychologische Anthropologie will diese unartikulierten Bekenntnisse sichtbar machen.
In seinem Buch Der Gott der Philosophen hat Wilhelm Weischedel ideengeschichtlich dargestellt, wie die großen Philosophen ihr Denken in Bezug auf zentrale Inhalte des christlichen Dogmas entwickelten, wie sie sich mit dem Gottesproblem und den Gottesbeweisen auseinandersetzten, und sich mit der Theodizee beschäftigten.
Die Psychologische Anthropologie fordert, dass jegliches philosophische Denken über den Menschen auch vor dem Hintergrund des religiösen Glaubens bzw. des Atheismus oder Agnostizismus interpretiert werde. Von mancher philosophischer Seite werden solche Interpretationsversuche, ebenso wie die Verknüpfung mit der Biographie des Autors, als Ausdruck des Psychologismus kritisiert.
Die in der Psychologie deutliche Vielfalt von Persönlichkeitstheorien und Menschenbildern rechnet sich an, in vielen Beiträgen der Psychologie und auch der Philosophischen Anthropologie einseitige Annahmen über den Menschen zu erkennen.